# Поздняя Цзинь (936—947)
Династия Поздняя Цзинь (кит. трад. 後晉, упр. 后晋, пиньинь Hòu Jìn) (936—947) — одна из Пяти династий периода Пяти династий и десяти царств в Китае. Её основатель — Ши Цзинтан (посмертное имя Гао-цзу). Следует отметить, что в китайской истории известны четыре периода, носящих название «Цзинь» (пояснение здесь).

## Основание Поздней Цзинь
Первая династия тюрок-шато была основана в 923 г. Ли Цуньсюем, сыном выдающегося вождя шато Ли Кэюна. Приняв имя Поздняя Тан, она расширила владения тюрок-шато с их первоначальной территории в провинции Шаньси на бо́льшую часть Северного Китая и провинцию Сычуань. После смерти Ли Цуньсюя императором стал его сводный брат Ли Сыюань. Однако при нем испортились отношения с киданями, сыгравшими чрезвычайно важную роль в приходе Поздней Тан к власти.
Ши Цзинтан, зять Ли Сыюаня, восстал против нового императора и при поддержке киданей в 936 г. провозгласил империю Поздняя Цзинь.

## Территория
Династия Поздняя Цзинь контролировала в основном ту же территорию, что и Поздняя Тан, за исключением Сычуани на юго-западе, утраченной Поздней Тан в годы её упадка.
Еще одной значительной утратой стал район, известный как Шестнадцать округов. К этому времени кидани основали на принадлежавшей им части степи империю Ляо и стали активно вмешиваться в борьбу за контроль над Северным Китаем. Они вынудили Позднюю Цзинь уступить им стратегически важный район «Шестнадцати округов». Имевший протяженность порядка 100—150 км в западном направлении от нынешнего Пекина, этот район имел ключевое значение для распространения влияния империи Ляо на Северный Китай.

## Отношения с киданями
Династию Поздняя Цзинь часто упрекают в том, что она играла роль марионеточного режима при усиливавшейся империи Ляо. В самом деле, помощь со стороны могущественного северного соседа стала решающим фактором, приведшим династию к власти, а уступка Шестнадцати округов существенно подорвала престиж Поздней Цзинь, которую воспринимали как вассала киданей.
Тем не менее после смерти основателя династии Ши Цзинтана его преемник Ши Чунгуй решил порвать с киданями, чем спровоцировал их вторжения на территорию Северного Китая в 946 и 947 гг., приведшие к падению династии Поздняя Цзинь.

## Императоры Поздней Цзинь
| Храмовое имя (廟號 miào hào) | Посмертное имя (諡號 shì hào)    | Личное имя                     | Годы правления | Девиз правления (年號 nián hào) и годы девиза                 |
| ---------------------------- | -------------------------------- | ------------------------------ | -------------- | ------------------------------------------------------------- |
| Гао-цзу 高祖 Gāozǔ           | Слишком сложно, не употребляется | Ши Цзинтан 石敬瑭 Shì Jìngtáng | 936—942        | - Тяньфу (天福 Tiānfú) 936-942                                |
| отсутствует                  | Чу-ди 出帝 Chūdì                 | Ши Чунгуй 石重貴 Shì Chónggùi  | 942—947        | - Тяньфу (天福 Tiānfú) 942—944 - Кайюнь (開運 Kāiyùn) 944—947 |